# Polska na Mistrzostwach Europy w Lekkoatletyce 1974
Polska na Mistrzostwach Europy w Lekkoatletyce 1974 – reprezentacja Polski podczas zawodów liczyła 56 zawodników, którzy zdobyli 10 medali w tym cztery złote.

## Rezultaty

### Mężczyźni
- bieg na 100 metrów
  - Zenon Nowosz odpadł w półfinale
  - Andrzej Świerczyński odpadł w eliminacjach
  - Marian Woronin odpadł w eliminacjach
- bieg na 200 metrów
  - Marek Bedyński odpadł w eliminacjach
  - Zenon Nowosz odpadł w eliminacjach
  - Marian Woronin odpadł w eliminacjach
- bieg na 400 metrów
  - Roman Siedlecki odpadł w eliminacjach
- bieg na 1500 metrów
  - Henryk Wasilewski zajął 11. miejsce
  - Daniel Jańczuk odpadł w eliminacjach
  - Henryk Szordykowski odpadł w eliminacjach
- bieg na 5000 metrów
  - Henryk Nogala odpadł w eliminacjach
- bieg na 10 000 metrów
  - Henryk Nogala zajął 15. miejsce
  - Edward Łęgowski zajął 23. miejsce
- maraton
  - Edward Łęgowski zajął 16. miejsce
  - Ryszard Chudecki zajął 21. miejsce
- bieg na 110 metrów przez płotki
  - Mirosław Wodzyński zajął 2. miejsce
  - Leszek Wodzyński zajął 3. miejsce
  - Przemysław Siciński odpadł w półfinale
- bieg na 400 metrów przez płotki
  - Jerzy Hewelt zajął 7. miejsce
- bieg na 3000 metrów z przeszkodami
  - Bronisław Malinowski zajął 1. miejsce
- sztafeta 4 × 100 metrów
  - Andrzej Świerczyński, Marek Bedyński, Grzegorz Mądry i Zenon Nowosz zajęli 5. miejsce
- chód na 20 kilometrów
  - Jan Ornoch zajął 5. miejsce
- skok w dal
  - Grzegorz Cybulski odpadł w kwalifikacjach
  - Stanisław Szudrowicz odpadł w kwalifikacjach
  - Zbigniew Beta odpadł w kwalifikacjach
- trójskok
  - Andrzej Sontag zajął 3. miejsce
  - Michał Joachimowski zajął 5. miejsce
  - Ryszard Garnys zajął 11. miejsce
- skok wzwyż
  - Jacek Wszoła zajął 5. miejsce
  - Janusz Wrzosek odpadł w kwalifikacjach
- skok o tyczce
  - Władysław Kozakiewicz zajął 2. miejsce
  - Wojciech Buciarski zajął 5. miejsce
  - Tadeusz Ślusarski zajął 7.-8. miejsce
- pchnięcie kulą
  - Władysław Komar zajął 6. miejsce
  - Mieczysław Bręczewski odpadł w kwalifikacjach
- rzut dyskiem
  - Leszek Gajdziński zajął 11. miejsce
  - Stanisław Wołodko odpadł w kwalifikacjach
- rzut młotem
  - Szymon Jagliński zajął 13. miejsce
- dziesięciobój
  - Ryszard Skowronek zajął 1. miejsce
  - Ryszard Katus zajął 5. miejsce
  - Edward Kozakiewicz zajął 11. miejsce

### Kobiety
- bieg na 100 metrów
  - Irena Szewińska zajęła 1. miejsce
  - Danuta Jędrejek odpadła w półfinale
- bieg na 200 metrów
  - Irena Szewińska zajęła 1. miejsce
  - Barbara Bakulin odpadła w półfinale
- bieg na 400 metrów
  - Krystyna Kacperczyk odpadła w półfinale
  - Danuta Piecyk odpadła w półfinale
  - Genowefa Nowaczyk odpadła w eliminacjach
- bieg na 800 metrów
  - Elżbieta Katolik zajęła 7. miejsce
  - Jolanta Januchta odpadła w eliminacjach
- bieg na 1500 metrów
  - Czesława Surdel odpadła w eliminacjach
- bieg na 3000 metrów
  - Bronisława Ludwichowska zajęła 6. miejsce
  - Renata Pentlinowska zajęła 10. miejsce
  - Urszula Prasek zajęła 16. miejsce
- bieg na 100 metrów przez płotki
  - Teresa Nowak zajęła 3. miejsce
  - Grażyna Rabsztyn zajęła 8. miejsce
  - Bożena Nowakowska odpadła w półfinale
- sztafeta 4 × 100 metrów
  - Ewa Długołęcka, Danuta Jędrejek, Barbara Bakulin i Irena Szewińska zajęły 3. miejsce
- sztafeta 4 × 400 metrów
  - Genowefa Nowaczyk, Krystyna Kacperczyk, Danuta Piecyk i Irena Szewińska zajęły 4. miejsce
- pchnięcie kulą
  - Ludwika Chewińska zajęła 5. miejsce
- rzut oszczepem
  - Felicja Kinder zajęła 6. miejsce
  - Daniela Jaworska zajęła 11. miejsce